# Тизенгаузен, Павел Иванович
Граф Павел Иванович Тизенга́узен (27 августа 1774 — 30 ноября 1864) — действительный тайный советник, сенатор, старший брат героя Аустерлицского сражения графа Ф. И. Тизенгаузена.

## Жизнь и карьера
Сын обер-гофмейстера двора графа Ивана Андреевича Тизенгаузена (1741—1815) от брака его с баронессой Екатериной Ивановной Штакельберг (1753—1826). С рождения был   записан в гвардию, в Конный полк. В 1781 году переведен в Семёновский полк, с 1792 года - прапорщик. В 1798 году в чине штабс-капитана был определен в адъютанты к великому князю Александру Павловичу.
В 1799 году полковник Тизенгаузен принимал участие в Итальянской кампании А. В. Суворова в качестве волонтера при Главной квартире. Был отмечен в рапорте князя П. И. Багратиона о сражении при Нови. Награждён Мальтийским командорским крестом, орденом Св. Анны 2 ст., сардинским орденом св. Маврикия и Лазаря. За Швейцарский поход — орден Св. Анны 2 ст. с алмазами.
15 октября 1800 года произведен в генерал-майоры и назначен шефом мушкетерского полка, но на следующий день отставлен от службы «по болезни».  В 1801 году Александр I вновь принял Тизенгаузена на службу и назначил комендантом в Ригу, а через год — в Ревель. В 1805 году Тизенгаузен снова вышел в отставку.
Поселившись в своем имении Гросс-Саус в Эстляндии, он был выбран в предводители дворянства и вошел в комиссию по освобождению крестьян. В 1815 году ревельский генерал-губернатор принц Ольденбургский, представляя Александру I проект закона о крестьянах, особенно отметил графа Тизенгаузена, его труды по преодолению трудностей и препятствий в подготовке законопроекта, его «неутомимую деятельность и испытанное благоразумие». За свои труды по подготовке освобождения прибалтийских крестьян в 1816 году Тизенгаузен был награждён орденом св. Анны 1 степени.
5 ноября 1827 года он вернулся на службу с чином тайного советника и назначением сенатором. Исполнял агентурные поручения А. Х. Бенкендорфа. В 1832 году за труды в комитете по составлению проекта общего устава Евангелическо-лютеранских церквей в России получил орден Белого Орла. В 1833 году  он стал президентом Евангелическо-лютеранской генеральной консистории. В 1835 году и 1839 году заслуги графа в служебной деятельности были отмечены наградами — орденами Св. Владимира 2 ст. и Св. Александра Невского. 5 декабря 1843 года Тизенгаузен был произведён в действительные тайные советники, а 21 апреля 1845 года по прошению вышел в отставку.
Скончался в Ревеле 30 ноября 1864 года. Оставил после себя воспоминания на немецком языке о суворовской кампании 1799 года в Италии и походе в Швейцарию и о своем в них участии.

## Семья
С 8 октября 1803 года женат на графине Юлии Петровне Пален (1782—1862), фрейлине, позднее статс-даме, дочери генерала Петра Алексеевича Палена и баронессы Юлианы Ивановны Шеппинг. По словам князя Вяземского, была женщина «умная, но мало сообщительная, лицом очень похожая на брата». В браке имела троих сыновей и четырех дочерей, которые по словам современницы, были «очень красивы, но с слишком длинными ногами, и Жуковский сказал о них: — Они очень хороши, но жаль, что нижний этаж вверх просится»:
- Елена Павловна (1804—1889), фрейлина, статс-дама, с 1829 года замужем за генерал–лейтенантом Г. А. Захаржевским.
- Аделаида Павловна (1807—1833), с 1832 года замужем за графом Андреем Ивановичем Штакельбергом (1797—1869), умерла от родильной горячки.
- Эдуард Павлович (1809—1884), флигель–адъютант, полковник, женат на графине Люции Мантейфель (1813—1895), дочери  генерала и падчерице графа А. И. Гудовича.
- Наталья Павловна (1810—1899), с 1835 года замужем за графом В. Н. Паниным.
- Фёдор Павлович (1811—1870), поручик Семеновского полка, с 1837 года женат на Марии Карловне Липхарт (1819—1891).
- Юлия Павловна (1813—1889), замужем не была, всю жизнь прожила в Ревеле вместе с родителями.
- Пётр Павлович (1815—1860), ротмистр, с 1843 года женат на фрейлине графине Луизе Владимировне Кнорринг (1824—1893).

- Дочери
- Елена
- Аделаида
- Наталья
- Юлия